# ساختمان غضنفر احمدزاده
ساختمان غضنفر احمدزاده یک منطقهٔ مسکونی در ایران است که در دهستان میشان واقع شده‌است.